# فيلكس أوجر الياسيم
فيلكس أوجر الياسيم (بالإنجليزية: Félix Auger-Aliassime)‏ (مواليد 8 أغسطس 2000 في مونتريال)، هو لاعب كرة مضرب كندي بدأ مسيرته كمحترف سنة 2017 يلعب باليد اليمنى ويحتل حالياً المرتبة رقم. 21 (10 يونيو 2019) في تصنيف رابطة محترفي كرة المضرب. أعلى تصنيف له في الفردي كان المركز الـ 21 في سنة 2019. أعلى تصنيف له في الزوجي كان المركز الـ 368 في سنة 2019.

## روابط خارجية
- فيلكس أوجر الياسيم على موقع رابطة محترفي التنس (الإنجليزية)
- فيلكس أوجر الياسيم على موقع الاتحاد الدولي لكرة المضرب (الإنجليزية)
- فيلكس أوجر الياسيم على موقع كأس ديفيز (الإنجليزية)
- فيلكس أوجر الياسيم على موقع خلاصة التنس.كوم (الإنجليزية)
- فيلكس أوجر الياسيم على موقع أوليمبيديا (الإنجليزية)